# یواس‌اس لیندن (۱۸۶۰)
یواس‌اس لیندن (۱۸۶۰) (به انگلیسی: USS Linden (1860)) یک کشتی بود که طول آن ۱۵۴ فوت (۴۷ متر) بود. این کشتی در سال ۱۸۶۰ ساخته شد.